# Perciana taiwana
Perciana taiwana är en fjärilsart som beskrevs av Alfred Ernest Wileman 1911. Perciana taiwana ingår i släktet Perciana och familjen nattflyn. Inga underarter finns listade i Catalogue of Life.